# Апиц (Майсен)
Албрехт „Апиц“ (на немски: Apitz (Albrecht) * пр. 1270, † сл. 27 януари 1301, най-късно 1305) от род Ветини, е господар на Тенеберг от 1290 г.

## Живот
Той е първият и любим син на ландграфа на Тюрингия и маркграф Албрехт II от Майсен (1240 – 1314) и втората му съпруга Кунигунда фон Айзенберг (1245 – 1286), дъщеря на Ото фон Айзенберг. Роден е още, когато майка му е любовница на баща му, и е признат за легитимен син. Той има по-голяма сестра Елизабет (* пр. 1270, † сл. 23 април 1326), омъжена пр. 11 април 1291 г. за Хайнрих II фон Франкенщайн († 23 април 1326, 25 март 1327). Апиц е полубрат на Фридрих I (1257 – 1323) и Дитрих IV (1260 – 1307).
Когато баща му планува да направи Апиц наследник на Ландграфство Тюрингия и на синовете си от първия му брак, Фридрих и Дитрих, да остави само Остерланд (наследствената част на тяхната майка Маргарета фон Хоенщауфен) и Пфалцграфство Саксония и те започват война против него.
Албрехт Апиц е женен за дъщеря от династията фон Франкенщайн. Той умира преди баща си на 27 януари 1301 г. без да остави наследници. Погребан е, както майка му, в манастир Св. Катарина в Айзенах.